# Ger Schmook
Ger (eigenlijk Gerard) Schmook (Antwerpen, 17 augustus 1898 - 5 juli 1985) was een voortrekker van het bibliotheekwezen en de conservatie van de literatuurarchieven in Vlaanderen.

## Levensloop
Schmook deed studies onderwijzer aan de Stedelijke Normaalschool in Antwerpen (1913-1917). Hij had de petitie ondertekend voor de vervlaamsing van de Gentse universiteit, wat belette dat hem na de oorlog een ambt als onderwijzer werd toegewezen.
Hij werd bibliothecaris bij de Algemene Diamantbewerkersbond van België (1919-1937) die hij uitbouwde tot de belangrijkste privébibliotheek van het land. Hij werd ook bestuurssecretaris van het Wereldverbond van Diamantbewerkers in Antwerpen en Amsterdam (1924-1937).
Hij werd vervolgens conservator van het Museum van de Vlaamse Letterkunde (1937-1963), tevens directeur van de Stedelijke Middelbare School voor opleiding van Bibliotheek-, Archief- en Museumpersoneel (1945-1963) en directeur van de Antwerpse stedelijke bibliotheken (1945-1963).

## Activiteiten als conservator
Lode Baekelmans en Willem Eeckeleers hadden het Museum van de Vlaamsche Letterkunde opgericht, waarvan Schmook in 1937 de directeur werd. Hij gaf er de nodige wetenschappelijke grondslag aan en bouwde de instelling uit tot een rijk archief van de Vlaamse letterkunde, muziek en andere disciplines, dat de naam kreeg van Archief en  Museum van het Vlaams Cultuurleven en later van Letterenhuis.
Hij bestudeerde hierbij vooral de negentiende-eeuwse literatoren en wijdde er talrijke studies aan.

## Promotie van bibliotheken
Schmook was van oordeel dat een grotere lectuurvoorziening een hefboom betekende voor de volksontwikkeling. Hij werd de promotor van de moderne bibliotheekgedachte in Vlaanderen. 
Met zijn boeken Wordingsgeschiedenis van het boek en Boek en Bibliotheek vestigde hij zijn gezag als technicus van de bibliotheken. Hij ging een lange strijd aan om de openbare bibliotheken te professionaliseren en ze weg te halen uit de sfeer van ideologische versplintering en weldadigheid.
In 1945 volgde hij Lode Baekelmans op als directeur van de Antwerpse stadsbibliotheken. Hij nam talrijke initiatieven van uitbreiding en versteviging.

## Andere activiteiten
Schmook was:
- lid van de Provinciale Commissie voor Vlaamse Letterkunde en Openbare Bibliotheken
- lid en voorzitter van de Hoge Raad van openbare bibliotheken
- voorzitter van de sectie bibliotheekwezen bij de Conferentie van Nederlandse letteren
- lid van het Centrum Harmel
- lid en ondervoorzitter van de Cultuurraad voor Vlaanderen.

## Eerbetoon
Schmook werd:
- lid van de Koninklijke Vlaamse Academie voor Taal- en Letterkunde (1947)
- doctor honoris causa Universiteit Amsterdam (1967)
- doctor honoris causa Rijksuniversiteit Gent.

## Publicaties
- De klassebibliotheek, 1929.
- Wordingsgeschiedenis van het boek, 1931.
- De openbare boekerij in verband met den vrijen tijd van den arbeider, 1932.
- Het oude en het nieuwe kinderboek, 1934.
- Inwijding in de literatuur, 1937.
- Het Museum van de Vlaamsche Letterkunde te Antwerpen, 1941.
- Hoe Teun den Eyerboer in 1815 sprak tot de burgers van Antwerpen, 1942.
- Multatuli in de Vlaamse gewesten, 1949.
- Geestelijke vrijheid in Vlaanderen, 1951.
- De driehoeksverhouding Pol de Mont - August Gittée - Alfons de Cock, 1952.
- Teleurgang van een literaire nalatenschap, 1959.
- Een Parijse 'Beau' onder Antwerpse 'Jolikes', 1959.
- Ecce Homo Peter Benoît, 1960.
- Prosper Van Langendonck, 1962.
- Componenten, 1963.
- Al moeite om niet?, 1966.
- De grote nood aan openbare bibliotheken in België, 1969.
- Les Riddecks d'Anvers, 1971.
- Humor in de Antwerpse poesje, 1973.
- Lode Baekelmans, 1974.
- Stap voor stap langs kronkelwegen. Gedenkschriften, 1976.
- Hendrik Conscience, schrijven aan zijn Majesteit Leopold I, 10 oktober 1846, 1984.